# قتل الأسد سيسيل
قتل الأسد سيسيل (2002-2 يوليو 2015) كان ذكر أسد إفريقي عاش أغلب فترات حياته في متنزه هوانج الوطني في إقليم ماتابيليلاند الشمالية بدولة زيمبابوي. دُرس وتُتبع من قبل فريق بحثي من جامعة أكسفورد ضمن دراسة طويلة الأمد.
في ليلة 1 يوليو سنة 2015، أُغري سيسيل بالخروج من المنطقة المحمية وأُصيب بسهم من قِبل والتر بالمر صائد الجوائز الأمريكي، ثم تعقبه الصياد وقتله في صباح اليوم التالي، بعد عملية استغرقت من 10 إلى 12 ساعة. كان سيسيل يبلغ من العمر 13 عامًا عندما قُتل. اشترى بالمر رخصة صيد ولم توجه إليه تهمة قانونية بأي جريمة؛ قالت السلطات في زيمبابوي أنه لا يزال يتمتع بحرية زيارة البلاد سائحاً، ولكن ليس صياداً. أُلقي القبض لفترة وجيزة على مواطنين زيمبابويين اثنين، دليل الصيد وصاحب المزرعة التي جرت فيها عملية الصيد، لكن المحكمة رفضت التهم في نهاية المطاف. أدى القتل إلى اهتمام وسائل الإعلام الدولية، وتسبب في غضب دعاة حماية الحيوانات، وانتقادات من قبل السياسيين والمشاهير ورد فعل سلبي قوي ضد بالمر. بعد خمسة أشهر من مقتل سيسيل، أضافت المؤسسة الأمريكية للأسماك والحياة البرية الأسود في الهند وغرب ووسط إفريقيا إلى قائمة الأنواع المهددة بالانقراض، مما جعل من الصعب على مواطني الولايات المتحدة قتل الأسود قتلاً قانونياً في رحلات السفاري.

## انظر ايضًا
- قانون الصيد